# اطعام
اطعام از مهم‌ترین روش‌های آیین اسلام برای رهایی جامعه از گرسنگی و فقر کشنده و مزمن است؛ در آیات قرآن سخن از مساکین است که می‌بایست به آنان توجه شود و غذا و خوراک در اختیار ایشان قرارگیرد.
مسکین کسی است که توان حرکتی از او برداشته شده‌است و یکجانشین شده‌است. مسکنت و به زمین چسبیدن ایشان ممکن است به سبب پیری یا نقص عضو باشد. البته کسانی که به عللی نمی‌توانند از خانه خارج شوند و برای خود غذایی فراهم آورند نیز در حکم مسکین هستند.

## موارد مؤکد اطعام در آموزه دینی
در روایات بر مواردی از اطعام، مانند اطعام روزه‌دار و اطعام در عروسی، بازگشت از سفر حجّ، خرید منزل و ختنه و عقیقه فرزند تأکید شده‌است.
قرآن، بر اطعامِ نیازمند که در قحطی دچار سختی و گرسنگی شده اصرار ورزیده، یتیم و مسکین را از مصادیق بارز نیازمندان می‌داند.

### اطعام مستحب
اطعام مؤمن؛ اطعام به بازماندگان میّت تا سه روز؛ اطعام در عروسی، ولادت و ختنهٔ فرزند، و نیز هنگام عقیقه کردن برای او به ده نفر مؤمن یا بیشتر؛ اطعام گوشت قربانی به فقرا؛ اطعام بعد از ساختن یا خریدن منزل، پس از بازگشت از مکّه و اطعام برده به شیرینی پس از خریدن او، مستحب است.

## شرایط اطعام
۱. اطعام در صورتی ارزشمند است که صرفاً برای رضای خدا انجام شود و هیچ انگیزه‌ای جز خشنودی پروردگار در آن نباشد. طبعاً در چنین اطعامی که برای خدا و منزّه از هرگونه منّت و اذیّت و ریاکاری است همه، به ویژه نیازمندان شرکت داده می‌شوند؛
امّا چنانچه در اطعام اغراض دیگری دنبال شود، بسیاری از نیازمندان، به ویژه انسان‌های عفیف‌النفس و خویشتندار، محروم می‌مانند.
۲. سزاوار است در اطعام نیازمندان، آنان که احتیاج بیشتری دارند در اولویت باشند و به هنگام سختی و قحطی، بیشتر مورد توجّه قرار گیرند. سوره انسان، بر اطعام نیازمندان در روزهای سخت زندگی و گرسنگی تأکید می‌کند.